# جراحی سمپاتکتومی توراسیک

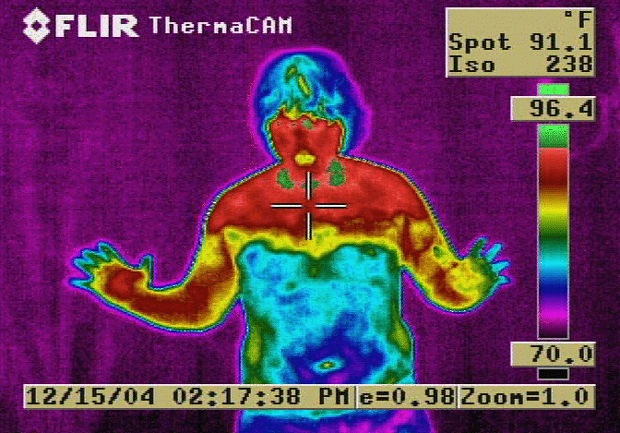
تصویر حرارتی Alexander "Ace" Baker، دو سال پس از سمپاتکتومی توراسیک آندوسکوپیک، که سندرم بدن نیمه شده یا corposcindosis را نشان می دهد.

جراحی سمپاتکتومی توراسیک (به انگلیسی: Endoscopic thoracic sympathectomy) یک مداخله جراحی است که طی آن قسمتی از شاخه عصبی سمپاتیک در منطقه سینه ای از بین می رود. این جراحی در مواردی از جمله تعریق بیش از حد استفاده شده است. این عمل بحث برانگیز بوده و در مناطق حقوقی متعددی ممنوع است.

## خطرات
عمل سمپاتکتومی هم دارای خطرات عمومی جراحی (مانند خونریزی و عفونت) بوده و هم شامل خطرات اختصاصی خود شامل تغییر عملکرد برگشت ناپذیر اعصاب است. از سال ۲۰۱۰ تا کنون، مرگ ۱۰ نفر در اثر این عمل به دلیل خونریزی داخل سینه ای و اختلال مغزی ثبت شده است. در ۵ درصد موارد خونریزی حین و بعد از عمل بسیار زیاد است.  کلاپس ریوی در ۲٪ افراد اتفاق می افتد.  تعریق جبرانی (برگشتی) در بلند مدت بسیار شایع است. شیوع تعریق جبرانی در پی این عمل در مطالعات تا ۹۲٪ گزارش شده است. 
یکی از عواقب شدید عمل سمپاتکتومی سندرم بدن نیمه شده یا corposcindosis است. در این سندرم، بیمار احساس می کند که در دو بدن جدا زندگی می کند، چرا که عملکرد سیستم عصبی سمپاتیک به دو ناحیه مجزا تبدیل شده: یک ناحیه مرده و یک ناحیه بیش فعال.  
علاوه بر این، عوارض جانبی زیر نیز توسط بیماران گزارش شده است: درد عضلانی مزمن، بی حسی و ضعف اندام ها، سندرم هورنر، ناتوانی کامل در تعریق، افزایش دمای بدن، درد عصبی، خواب رفتگی اندام،  خستگی، مشکل در نفس کشیدن، کاهش واکنش به محرک ها، اختلال در حس های محیطی، پاسخ فیزیولوژیک غیر طبیعی به استرس، بیماری رینود، تعریق بیش از حد برگشتی، نوسان فشار خون، از دست رفتن آدرنالین، اگزما و مشکلات پوستی، رینیت، سندرم فری (تعریق در هنگام خوردن). 
سایر عوارض جانبی بلند مدت عبارتند از:
- تغییر ساختار دیواره عروق مغزی در اثر از بین رفتن اعصاب سمپاتیک.
- از بین رفتن رفلاکس سایکوگالوانیک[۶]
- ایجاد نوعی اسکلروز[۷]
- سرکوب بارورفلاکس برای کنترل ضربان قلب
- حمله گرمایی در اثر فعالیت
- تغییر شکل عضلات قلب[۸]

عوارض دیگر شامل ناتوانی در بالارفتن ضربان قلب به میزان کافی  در هنگام فعالیت بدنی که در مواردی بیماران نیازمند ضربان ساز قلبی مصنوعی شده‌اند.
گرچه عمل سمپاتکتومی نخستین بار در سوئد انجام شد، اما از سال ۲۰۰۳ به دلیل ریسک ناپذیرفتنی در سوئد ممنوع شد.